# Kațelovo, Ruse
Kațelovo (în bulgară Кацелово) este un sat în comuna Dve Moghili, regiunea Ruse,  Bulgaria. 

## Demografie
Componența etnică a satului Kațelovo
     Turci (24,6%)
     Romi (6,78%)
     Bulgari (66,75%)
     Nicio identificare (1,86%)
La recensământul din 2011, populația satului Kațelovo era de 752 locuitori. Din punct de vedere etnic, majoritatea locuitorilor (66,75%) erau bulgari, existând și minorități de turci (24,6%) și romi (6,78%). Pentru 1,86% din locuitori nu este cunoscută apartenența etnică.